# 袁显臣
袁显臣（1964年11月2日—），黑龙江省鸡西市人，为中国大陆人权律师，2009年3月4日，他被中华人民共和国政府判决“煽动颠覆国家政权罪”，判处有期徒刑4年，剥夺政治权利5年。

## 生平
1986年就读于黑龙江省供销学校，1988年被分配到鸡西市滴道区供销社工作，担任核算员。1990年因供销社改制，袁显臣被迫下岗。下岗后袁显臣开始自学法律，并于1995年获得了法律大专的文凭，后又获得了司法部门颁发的法律工作者证。在这期间，袁显臣开始在当地一些律师所和法律服务所作兼职律师。
1998年，袁显臣和妻子在鸡西成立了东兴法律服务所，自此之后代理了大量各类弱势群体如拆迁户、失地农民、下岗工人、农民工等等的案件。
2008年初，袁显臣代理黑龙江省鸡西矿业集团滴道煤矿涉及几千下岗工人的维权案件。2008年5月24日，袁显臣被警察拘留在黑龙江省鸡西市。5月29日到6月30日，袁显臣被判决“煽动颠覆国家政权罪”。2008年7月2日，其妻子张某被判决“搅乱社会秩序罪”，后来张某被保释。

2009年1月12日，袁显臣被鸡西市中级人民法院提审。3月4日，袁显臣被判“煽动颠覆国家政权罪”，并被判处四年有期徒刑和五年的剥夺政治权利。袁显臣则在上诉，法院的四项指控是：

1. 2005年，袁显臣试图向来到北京市的全国人民代表大会与会代表和上访者散发“拯救中国，实现宪政民主”的文章
2. 袁显臣接受大纪元报和其他国外媒体的采访和面谈
3. 袁显臣接受国内和国外提供的援助金
4. 袁显臣写了至少20篇文章攻击中国特色社会主义制度

2008年3月24日，黑龙江省佳木斯市下岗工人杨春林因“不要奥运要人权”的签名运动被判处五年徒刑因为“煽动颠覆国家政权罪” ，而袁显臣接受国内海外援助金正是为了帮助杨春林。
袁显臣被逮捕后，在狱中遭到恐吓和殴打。袁显臣的律师李方平和黎雄兵出席了法院对其的审判。最初，袁显臣被羁押在北京市国家安全局的拘留中心接受反复拷打，他的头上有十个以上的秃光处和疤痕，现转移到鸡西市拘留中心接受频繁的拷打一直延续至今。
袁显臣的家人已经被禁止接受任何人采访，想要采访的人寄给他家人的信件也没有回复。其母亲73岁到74岁之间，患有癌症，她希望有生之年还能再见到自己的儿子。
一些国际人权组织敦促中华人民共和国政府释放袁显臣，因为根据《中华人民共和国宪法》第35条“中华人民共和国公民有言论、出版、集会、结社、游行、示威的自由。”